# Jaicós (kommun)
Jaicós är en kommun i Brasilien.   Den ligger i delstaten Piauí, i den östra delen av landet, 1 200 km nordost om huvudstaden Brasília. Antalet invånare är 18 008.
Följande samhällen finns i Jaicós:
- Jaicós

Omgivningarna runt Jaicós är huvudsakligen savann. Runt Jaicós är det glesbefolkat, med 11 invånare per kvadratkilometer.